# IBM Personal System/2
IBM Personal System/2, abbreviato PS/2, è la terza generazione di personal computer prodotti da IBM. Presentata nel 1987, era stata ideata per riacquistare il controllo del mercato PC introducendo una nuova architettura proprietaria, la Micro Channel architecture, che, sebbene tecnicamente superiore alla concorrente ISA, era tuttavia più costosa e meno compatibile con hardware non proprietario.

## Caratteristiche
Tra le novità introdotte (poi mantenute come standard), è possibile citare il lettore floppy disk da 3,5" e 1440 KB, le memorie SIMM a 72 pin, le porte PS/2 per tastiera e mouse, e lo standard VGA. Fu inoltre introdotto, per la prima volta, il sistema operativo IBM OS/2.